# مرحله مقدماتی جام جهانی فوتبال ۲۰۲۲ (اروپا)
رقابتهای انتخابی جام جهانی ۲۰۲۲ قطر در قاره اروپا، در ده گروه ۶ تیمی خواهد بود. تیم‌های صدرنشین هر گروه مستقیماً به جام جهانی صعود می‌کنند و تیم‌های دوم هر گروه هم‌راهی پلی آف خواهند شد تا در رقابت به جام جهانی راه یابند.
به گزارش فیفا، در این رقابت‌ها ۵۵ تیم ملی کشورهای قاره در ۱۰ گروه ۵ و ۶ تیمی تا اواخر ماه نوامبر و در ۱۰ هفته رقابت می‌کنند و ۱۰ تیم اول گروه‌ها به صورت مستقیم به جام جهانی راه خواهند یافت. ۱۰ تیم دوم گروه‌ها به دور پلی آف راه می‌یابند و به همراه ۲ تیم برتر لیگ ملت‌های اروپا که بر اساس رنکینگ نهایی جام تعیین شده‌اند برای تعیین ۳ سهمیه باقی مانده از ۳ مسیر جداگانه رقابت می‌کنند.
تیم‌هایی که به مرحله نهایی لیگ ملت‌های اروپا ۲۰۲۱ صعود کرده‌اند (ایتالیا، اسپانیا، بلژیک و فرانسه) در گروه‌های کوچکتر قرار گرفته‌اند.
فیفا اعلام کرد به علت مشکلات سیاسی، تیم‌های روسیه با اوکراین، جمهوری آذربایجان با ارمنستان، جبل الطارق با اسپانیا، کوزوو با بوسنی و هرزگوین، صربستان و روسیه هم گروه نشده‌اند.
با توجه به کشیده شدن مسابقات به فصل سرما، حداکثر دو تیم با ریسک بالای بارش زمستانی در یک گروه قرار گرفته‌اند. همچنین دو تیم ایسلند و جزایر فارو که قطعاً با مشکلات اینچنینی مواجه هستند در ماه‌های مارس و نوامبر میزبان نشده‌اند. سید بندی گروه‌ها بر اساس رنکینگ فیفا صورت گرفته‌است.
قاره اروپا ۱۳ سهمیه در جام جهانی ۲۰۲۲ دارد.

## مرحله اول

### سیدبندی
قرعه‌کشی مرحله اول انتخابی جام جهانی ۲۰۲۲ در قاره اروپا، دوشنبه ۱۷ آذر سال ۱۳۹۹ از ساعت ۲۰:۳۰ به وقت تهران برگزار شد و تیم‌های ملی قاره سبز رقبای خود را برای کسب سهمیه حضور در مهمترین تورنمنت دنیای فوتبال شناختند.
برای چیدمان تیم‌ها در گروه‌های ۱۰ گانه، تیم‌ها در شش سید (سطح) مختلف طبقه‌بندی شده‌اند که این کار بر اساس جایگاه آن‌ها در آخرین رده‌بندی فیفا در روز پنجشنبه هفته گذشته صورت گرفته‌است. بر این اساس ۱۰ تیم اروپایی که بالاترین رتبه را در رده‌بندی فیفا داشته‌اند سرگروه شده‌اند و در مسیر صعود به جام جهانی با یکدیگر روبه‌رو نمی‌شوند. این قاعده در مورد تیم‌های بعدی در سیدهای دوم تا ششم هم صدق می‌کند.

### سازوکار قرعه‌کشی
تیم‌ها در ۱۰ گروه پنج یا شش تیمی تقسیم می‌شوند (چهار تیمی که به مرحله نیمه نهایی لیگ ملت‌های اروپا رسیده‌اند یعنی ایتالیا، فرانسه، بلژیک و اسپانیا) در گروه‌های پنج تیمی قرار خواهند گرفت تا فرصت انجام بازی‌های‌شان در لیگ اروپا را داشته باشند. از این ۱۰ گروه، تیم‌های نخست مستقیماً به جام جهانی می‌روند.
در قرعه‌کشی تیم‌های سید اولی به ترتیب خارج شدن نام‌شان از داخل گوی‌ها، در گروه‌های A تا J قرار می‌گیرند بدین نحو که اولین تیمی که از سید نخست مشخص می‌شود در گروه A قرار می‌گیرد، دومین تیم در گروه B و … در صورت وجود محدودیت برای قرارگیری دو تیم در کنار یکدیگر از جمله محدودیت‌های سیاسی و …، تیمی که نامش درمی‌آید در اولین جالی خالی ممکن در گروه بعدی قرار می‌گیرد.
بر اساس اعلام کمیته اجرایی یوفا، امکان همگروهی تیم‌های زیر با یکدیگر وجود ندارد:
ارمنستان و آذربایجان
جبل‌الطارق و اسپانیا
کوزوو و بوسنی هرزگوین
کوزوو و روسیه
کوزوو و صربستان
اوکراین و روسیه
| سید ۱   | راه‌یابی به گروه | سید ۲   | راه‌یابی به گروه | سید ۳        | راه‌یابی به گروه | سید ۴      | راه‌یابی به گروه | سید ۵      | راه‌یابی به گروه | سید ۶       | راه‌یابی به گروه |
| ------- | --------------- | ------- | --------------- | ------------ | --------------- | ---------- | --------------- | ---------- | --------------- | ----------- | --------------- |
| بلژیک   | گروه E          | سوئیس   | گروه C          | روسیه        | گروه H          | بوسنی      | گروه D          | ارمنستان   | گروه J          | مالت        | گروه H          |
| فرانسه  | گروه D          | ولز     | گروه E          | مجارستان     | گروه I          | اسلوونی    | گروه H          | قبرس       | گروه H          | مالت        | گروه H          |
| انگلیس  | گروه I          | لهستان  | گروه I          | ایرلند       | گروه A          | مونته‌نگرو  | گروه G          | جزایر فارو | گروه F          | مولداوی     | گروه F          |
| پرتغال  | گروه A          | سوئد    | گروه B          | جمهوری چک    | گروه E          | مقدونیه    | گروه J          | آذربایجان  | گروه A          | مولداوی     | گروه F          |
| اسپانیا | گروه B          | اتریش   | گروه F          | نروژ         | گروه G          | آلبانی     | گروه I          | استونی     | گروه E          | لیختن‌اشتاین | گروه J          |
| ایتالیا | گروه C          | اوکراین | گروه D          | ایرلند شمالی | گروه C          | بلغارستان  | گروه C          | کوزوو      | گروه B          | لیختن‌اشتاین | گروه J          |
| کرواسی  | گروه H          | صربستان | گروه A          | ایسلند       | گروه J          | اسرائیل    | گروه F          | قزاقستان   | گروه D          | جبل‌الطارق   | گروه G          |
| دانمارک | گروه F          | ترکیه   | گروه G          | اسکاتلند     | گروه F          | بلاروس     | گروه E          | لیتوانی    | گروه C          | جبل‌الطارق   | گروه G          |
| آلمان   | گروه J          | اسلواکی | گروه H          | یونان        | گروه B          | گرجستان    | گروه B          | لتونی      | گروه G          | سن مارینو   | گروه I          |
| هلند    | گروه G          | رومانی  | گروه J          | فنلاند       | گروه D          | لوکزامبورگ | گروه A          | آندورا     | گروه I          | سن مارینو   | گروه I          |

یوفا همچنین ۱۰ کشوری که احتمال داده شده که به خاطر سرمای سخت زمستانی در آنها، امکان برگزاری در آن غیرممکن یا سخت باشد را معرفی کرده که از این ۱۰ کشور بیشتر از دو کشور نمی‌توانند در یک گروه قرار بگیرند. این کشور‌ها عبارتند از: بلاروس، استونی، جزایر فارو، فنلاند، ایسلند، لتونی، لیتوانی، نروژ، روسیه و اوکراین.
در میان این کشورها، دو کشور ایسلند و جزایر فارو به‌عنوان پرخطرترین کشورها از نظر سرمای زمستانی تشخیص داده شده‌اند. با توجه به اینکه در ماه مارس سه هفته از این مسابقات برگزار خواهد شد، به منظور پایین آوردن احتمال لغو بازی‌ها یا به هم خوردن برنامه آنها، مقرر شد که این دو کشور هم با یکدیگر همگروه نشوند.
در همین حال یوفا برای کم کردن دردسر تیم‌ها در مسافرت‌های طولانی، تمهیداتی اندیشیده‌است تا به‌عنوان مثال یک تیم از غرب قاره اروپا مجبور نباشد بیش از دو بار به منطقه اوراسیا یا اروپای شرقی سفر کند. براین اساس، تیم‌ها به سه دسته تقسیم شده‌اند که بیش از دو تای آن‌ها نمی‌توانند در یک گروه قرار بگیرند. این سه گروه به شرح زیر است:
دسته اول: آذربایجان، ایسلند، جبل‌الطارق و پرتغال
دسته دوم: قزاقستان، آندورا، انگلیس، جزایر فارو، فرانسه، جبل‌الطارق، ایسلند، مالت، ایرلند شمالی، پرتغال، ایرلند، اسکاتلند، اسپانیا و ولز
دسته سوم: ایسلند، ارمنستان، آذربایجان، قبرس، گرجستان، اسرائیل و قزاقستان

### صعود کنندگان
تیم‌های صدرنشین گروه‌های ۱۰ گانه صعود می‌کنند و تیم‌های دوم هر گروه به بازی‌های پلی آف که ماه مارس سال ۲۰۲۲ برگزار خواهد شد، راه پیدا می‌کنند. همراه با تیم‌های دوم، دو تیم از تیم‌های برتر لیگ ملت‌های اروپا به پلی‌آف می‌روند البته به شرط آنکه خودشان به‌عنوان تیم دوم گروه‌شان به مرحله انتخابی نرفته باشند. دوازده تیمی که به پلی‌آف می‌روند در سه مسیر مجزا با یکدیگر مصاف می‌کنند تا در نهایت برنده آن مسیر به جام جهانی برسد.

### گروه‌بندی

#### گروه A
| رتبه | تیم           | ب | پ | م | ش | گ‌ز | گ‌خ | ت‌گ  | امتیاز | صلاحیت                        |     | صربستان | پرتغال | جمهوری ایرلند | لوکزامبورگ | جمهوری آذربایجان |
| ۱    | صربستان       | ۸ | ۶ | ۲ | ۰ | ۱۸ | ۹  | ۹+  | ۲۰     | صعود به جام جهانی فوتبال ۲۰۲۲ | —   | ۲–۲     | ۳–۲    | ۴–۱           | ۳–۱        |                  |
| ۲    | پرتغال        | ۸ | ۵ | ۲ | ۱ | ۱۷ | ۶  | ۱۱+ | ۱۷     | صعود به مرحله دوم             | ۱–۲ | —       | ۲–۱    | ۵–۰           | ۱–۰        |                  |
| ۳    | جمهوری ایرلند | ۸ | ۲ | ۳ | ۳ | ۱۱ | ۸  | ۳+  | ۹      |                               | ۱–۱ | ۰–۰     | —      | ۰–۱           | ۱–۱        |                  |
| ۴    | لوکزامبورگ    | ۸ | ۳ | ۰ | ۵ | ۸  | ۱۸ | ۱۰– | ۹      |                               | ۰–۱ | ۱–۳     | ۰–۳    | —             | ۲–۱        |                  |
| ۵    | آذربایجان     | ۸ | ۰ | ۱ | ۷ | ۵  | ۱۸ | ۱۳– | ۱      |                               | ۱–۲ | ۰–۳     | ۰–۳    | ۱–۳           | —          |                  |

منابع : فیفا بایگانی‌شده  در ۱۹ ژوئن ۲۰۱۹ توسط Wayback Machine و یوفا

#### گروه B
| رتبه | تیم     | ب | پ | م | ش | گ‌ز | گ‌خ | ت‌گ  | امتیاز | صلاحیت                        |     | اسپانیا | سوئد | یونان | گرجستان | کوزوو |
| ۱    | اسپانیا | ۸ | ۶ | ۱ | ۱ | ۱۵ | ۵  | ۱۰+ | ۱۹     | صعود به جام جهانی فوتبال ۲۰۲۲ | —   | ۱–۰     | ۱–۱  | ۴–۰   | ۳–۱     |       |
| ۲    | سوئد    | ۸ | ۵ | ۰ | ۳ | ۱۲ | ۶  | ۶+  | ۱۵     | صعود به مرحله دوم             | ۲–۱ | —       | ۲–۰  | ۱–۰   | ۳–۰     |       |
| ۳    | یونان   | ۸ | ۲ | ۴ | ۲ | ۸  | ۸  | ۰+  | ۱۰     |                               | ۰–۱ | ۲–۱     | —    | ۱–۱   | ۱–۱     |       |
| ۴    | گرجستان | ۸ | ۲ | ۱ | ۵ | ۶  | ۱۲ | ۶–  | ۷      |                               | ۱–۲ | ۲–۰     | ۰–۲  | —     | ۰–۱     |       |
| ۵    | کوزوو   | ۸ | ۱ | ۲ | ۵ | ۵  | ۱۵ | ۱۰– | ۵      |                               | ۰–۲ | ۰–۳     | ۱–۱  | ۱–۲   | —       |       |

منابع: فیفا بایگانی‌شده  در ۱۹ ژوئن ۲۰۱۹ توسط Wayback Machine بایگانی‌شده  در ۱۹ ژوئن ۲۰۱۹ توسط Wayback Machine و یوفا

#### گروه C
| رتبه | تیم          | ب | پ | م | ش | گ‌ز | گ‌خ | ت‌گ  | امتیاز | صلاحیت                        |     | سوئیس | ایتالیا | ایرلند شمالی | بلغارستان | لیتوانی |
| ۱    | سوئیس        | ۸ | ۵ | ۳ | ۰ | ۱۵ | ۲  | ۱۳+ | ۱۸     | صعود به جام جهانی فوتبال ۲۰۲۲ | —   | ۰–۰   | ۲–۰     | ۴–۰          | ۱–۰       |         |
| ۲    | ایتالیا      | ۸ | ۴ | ۴ | ۰ | ۱۳ | ۲  | ۱۱+ | ۱۶     | صعود به مرحله دوم             | ۱–۱ | —     | ۲–۰     | ۱–۱          | ۵–۰       |         |
| ۳    | ایرلند شمالی | ۸ | ۲ | ۳ | ۳ | ۶  | ۷  | ۱–  | ۹      |                               | ۰–۰ | ۰–۰   | —       | ۰–۰          | ۰–۱       |         |
| ۴    | بلغارستان    | ۸ | ۲ | ۲ | ۴ | ۶  | ۱۴ | ۸–  | ۸      |                               | ۱–۳ | ۰–۲   | ۲–۱     | —            | ۱–۰       |         |
| ۵    | لیتوانی      | ۸ | ۱ | ۰ | ۷ | ۴  | ۱۹ | ۱۵– | ۳      |                               | ۰–۴ | ۰–۲   | ۱–۴     | ۳–۱          | —         |         |

منابع : فیفا بایگانی‌شده  در ۱۹ ژوئن ۲۰۱۹ توسط Wayback Machine بایگانی‌شده  در ۱۹ ژوئن ۲۰۱۹ توسط Wayback Machine و یوفا

#### گروه D
| رتبه | تیم             | ب | پ | م | ش | گ‌ز | گ‌خ | ت‌گ  | امتیاز | صلاحیت                        |     | فرانسه | اوکراین | فنلاند | بوسنی و هرزگوین | قزاقستان |
| ۱    | فرانسه          | ۸ | ۵ | ۳ | ۰ | ۱۸ | ۳  | ۱۵+ | ۱۸     | صعود به جام جهانی فوتبال ۲۰۲۲ | —   | ۱–۱    | ۲–۰     | ۱–۱    | ۸–۰             |          |
| ۲    | اوکراین         | ۸ | ۲ | ۶ | ۰ | ۱۱ | ۸  | ۳+  | ۱۲     | صعود به مرحله دوم             | ۱–۱ | —      | ۱–۱     | ۱–۱    | ۱–۱             |          |
| ۳    | فنلاند          | ۸ | ۳ | ۲ | ۳ | ۱۰ | ۱۰ | ۰   | ۱۱     |                               | ۰–۲ | ۱–۲    | —       | ۲–۲    | ۱–۰             |          |
| ۴    | بوسنی و هرزگوین | ۸ | ۲ | ۱ | ۵ | ۶  | ۱۲ | ۶–  | ۷      |                               | ۱–۲ | ۲–۰    | ۰–۲     | —      | ۰–۱             |          |
| ۵    | قزاقستان        | ۸ | ۰ | ۳ | ۵ | ۵  | ۲۰ | ۱۵– | ۳      |                               | ۰–۲ | ۲–۲    | ۰–۲     | ۰–۲    | —               |          |

منابع : فیفا بایگانی‌شده  در ۱۹ ژوئن ۲۰۱۹ توسط Wayback Machine بایگانی‌شده  در ۱۹ ژوئن ۲۰۱۹ توسط Wayback Machine
و یوفا

#### گروه E
| رتبه | تیم       | ب | پ | م | ش | گ‌ز | گ‌خ | ت‌گ  | امتیاز | صلاحیت                             |     | بلژیک | ولز | جمهوری چک | استونی | بلاروس |
| ۱    | بلژیک     | ۸ | ۶ | ۲ | ۰ | ۲۵ | ۶  | ۱۹+ | ۲۰     | صعود به جام جهانی فوتبال ۲۰۲۲      | —   | ۳–۱   | ۳–۰ | ۳–۱       | ۸–۰    |        |
| ۲    | ولز       | ۸ | ۴ | ۳ | ۱ | ۱۴ | ۹  | ۵+  | ۱۵     | صعود به مرحله دوم                  | ۱–۱ | —     | ۱–۰ | ۰–۰       | ۵–۱    |        |
| ۳    | جمهوری چک | ۸ | ۴ | ۲ | ۲ | ۱۴ | ۹  | ۵+  | ۹      | صعود به مرحله دوم از راه لیگ ملت‌ها | ۱–۱ | ۲–۲   | —   | ۲–۰       | ۱–۰    |        |
| ۴    | استونی    | ۸ | ۱ | ۱ | ۶ | ۹  | ۲۱ | ۱۲– | ۴      |                                    | ۲–۵ | ۰–۱   | ۲–۶ | —         | ۲–۰    |        |
| ۵    | بلاروس    | ۸ | ۱ | ۰ | ۷ | ۷  | ۲۴ | ۱۷– | ۳      |                                    | ۰–۱ | ۲–۳   | ۰–۲ | ۴–۲       | —      |        |

منابع : فیفا  بایگانی‌شده  در ۱۹ ژوئن ۲۰۱۹ توسط Wayback Machine بایگانی‌شده  در ۱۹ ژوئن ۲۰۱۹ توسط Wayback Machine
و یوفا

#### گروه F
| رتبه | تیم        | ب  | پ | م | ش | گ‌ز | گ‌خ | ت‌گ  | امتیاز | صلاحیت                             |     | دانمارک | اسکاتلند | اسرائیل | اتریش | جزایر فارو | مولدووا |
| ۱    | دانمارک    | ۱۰ | ۹ | ۰ | ۱ | ۳۰ | ۳  | ۲۷+ | ۲۷     | صعود به جام جهانی فوتبال ۲۰۲۲      | —   | ۲–۰     | ۵–۰      | ۱–۰     | ۳–۱   | ۸–۰        |         |
| ۲    | اسکاتلند   | ۱۰ | ۷ | ۲ | ۱ | ۱۷ | ۷  | ۱۰+ | ۲۳     | صعود به مرحله دوم                  | ۲–۰ | —       | ۳–۲      | ۲–۲     | ۴–۰   | ۱–۰        |         |
| ۳    | اسرائیل    | ۱۰ | ۵ | ۱ | ۴ | ۲۳ | ۲۱ | ۲+  | ۱۶     |                                    | ۰–۲ | ۱–۱     | —        | ۵–۲     | ۳–۲   | ۲–۱        |         |
| ۴    | اتریش      | ۱۰ | ۵ | ۱ | ۴ | ۱۹ | ۱۷ | ۲+  | ۱۶     | صعود به مرحله دوم از راه لیگ ملت‌ها | ۰–۴ | ۰–۱     | ۴–۲      | —       | ۳–۱   | ۴–۱        |         |
| ۵    | جزایر فارو | ۱۰ | ۱ | ۱ | ۸ | ۷  | ۲۳ | ۱۶– | ۴      |                                    | ۰–۱ | ۰–۱     | ۰–۴      | ۰–۲     | —     | ۲–۱        |         |
| ۶    | مولداوی    | ۱۰ | ۰ | ۱ | ۹ | ۵  | ۳۰ | ۲۵– | ۱      |                                    | ۰–۴ | ۰–۲     | ۱–۴      | ۰–۲     | ۱–۱   | —          |         |

منابع : فیفا بایگانی‌شده  در ۱۹ ژوئن ۲۰۱۹ توسط Wayback Machine بایگانی‌شده  در ۱۹ ژوئن ۲۰۱۹ توسط Wayback Machine
و یوفا

#### گروه G
| رتبه | تیم       | ب  | پ | م | ش  | گ‌ز | گ‌خ | ت‌گ  | امتیاز | صلاحیت                        |     | هلند | ترکیه | نروژ | مونته‌نگرو | لتونی | جبل طارق |
| ۱    | هلند      | ۱۰ | ۷ | ۲ | ۱  | ۳۳ | ۸  | ۲۵+ | ۲۳     | صعود به جام جهانی فوتبال ۲۰۲۲ | —   | ۶–۱  | ۲–۰   | ۴–۰  | ۲–۰       | ۶–۰   |          |
| ۲    | ترکیه     | ۱۰ | ۶ | ۳ | ۱  | ۲۷ | ۱۶ | ۱۱+ | ۲۱     | صعود به مرحله دوم             | ۴–۲ | —    | ۱–۱   | ۲–۲  | ۳–۳       | ۶–۰   |          |
| ۳    | نروژ      | ۱۰ | ۵ | ۳ | ۲  | ۱۵ | ۸  | ۷+  | ۱۸     |                               | ۱–۱ | ۰–۳  | —     | ۲–۰  | ۰–۰       | ۵–۱   |          |
| ۴    | مونته‌نگرو | ۱۰ | ۳ | ۳ | ۴  | ۱۴ | ۱۵ | ۱–  | ۱۲     |                               | ۲–۲ | ۱–۲  | ۰–۱   | —    | ۰–۰       | ۴–۱   |          |
| ۵    | لتونی     | ۱۰ | ۲ | ۳ | ۵  | ۱۱ | ۱۴ | ۳–  | ۹      |                               | ۰–۱ | ۱–۲  | ۰–۲   | ۱–۲  | —         | ۳–۱   |          |
| ۶    | جبل‌طارق   | ۱۰ | ۰ | ۰ | ۱۰ | ۴  | ۴۳ | ۳۹– | ۰      |                               | ۰–۷ | ۰–۳  | ۰–۳   | ۰–۳  | ۱–۳       | —     |          |

منابع : فیفا بایگانی‌شده  در ۱۹ ژوئن ۲۰۱۹ توسط Wayback Machine بایگانی‌شده  در ۱۹ ژوئن ۲۰۱۹ توسط Wayback Machine
و یوفا

#### گروه H
| رتبه | تیم     | ب  | پ | م | ش | گ‌ز | گ‌خ | ت‌گ  | امتیاز | صلاحیت                          |     | کرواسی | روسیه | اسلواکی | اسلوونی | قبرس | مالت |
| ۱    | کرواسی  | ۱۰ | ۷ | ۲ | ۱ | ۲۱ | ۴  | ۱۷+ | ۲۳     | صعود به جام جهانی فوتبال ۲۰۲۲   | —   | ۱–۰    | ۲–۲   | ۳–۰     | ۱–۰     | ۳–۰  |      |
| ۲    | روسیه   | ۱۰ | ۷ | ۱ | ۲ | ۱۹ | ۶  | ۱۳+ | ۲۲     | صعود به مرحله دوم، سپس تعلیق شد | ۰–۰ | —      | ۱–۰   | ۲–۱     | ۶–۰     | ۲–۰  |      |
| ۳    | اسلواکی | ۱۰ | ۳ | ۵ | ۲ | ۱۷ | ۱۰ | ۷+  | ۱۴     |                                 | ۰–۱ | ۲–۱    | —     | ۲–۲     | ۲–۰     | ۲–۲  |      |
| ۴    | اسلوونی | ۱۰ | ۴ | ۲ | ۴ | ۱۳ | ۱۲ | ۱+  | ۱۴     |                                 | ۱–۰ | ۱–۲    | ۱–۱   | —       | ۲–۱     | ۱–۰  |      |
| ۵    | قبرس    | ۱۰ | ۱ | ۲ | ۷ | ۴  | ۲۱ | ۱۷– | ۵      |                                 | ۰–۳ | ۰–۲    | ۰–۰   | ۱–۰     | —       | ۲–۲  |      |
| ۶    | مالت    | ۱۰ | ۱ | ۲ | ۷ | ۹  | ۳۰ | ۲۱– | ۵      |                                 | ۱–۷ | ۱–۳    | ۰–۶   | ۰–۴     | ۳–۰     | —    |      |

منابع : فیفا بایگانی‌شده  در ۱۹ ژوئن ۲۰۱۹ توسط Wayback Machine بایگانی‌شده  در ۱۹ ژوئن ۲۰۱۹ توسط Wayback Machine
و یوفا

#### گروه I
| رتبه | تیم       | ب  | پ | م | ش  | گ‌ز | گ‌خ | ت‌گ  | امتیاز | صلاحیت                        |      | انگلستان | لهستان | آلبانی | مجارستان | آندورا | سان مارینو |
| ۱    | انگلیس    | ۱۰ | ۸ | ۲ | ۰  | ۳۹ | ۳  | ۳۶+ | ۲۶     | صعود به جام جهانی فوتبال ۲۰۲۲ | —    | ۶–۱      | ۲–۰    | ۴–۰    | ۲–۰      | ۶–۰    |            |
| ۲    | لهستان    | ۱۰ | ۶ | ۲ | ۲  | ۳۰ | ۱۱ | ۱۹+ | ۲۰     | صعود به مرحله دوم             | ۱–۱  | —        | ۴–۱    | ۱–۲    | ۳–۰      | ۵–۰    |            |
| ۳    | آلبانی    | ۱۰ | ۶ | ۰ | ۴  | ۱۲ | ۱۲ | ۰   | ۱۸     |                               | ۰–۲  | ۰–۱      | —      | ۱–۰    | ۱–۰      | ۵–۰    |            |
| ۴    | مجارستان  | ۱۰ | ۵ | ۲ | ۳  | ۱۹ | ۱۳ | ۶+  | ۱۷     |                               | ۰–۴  | ۳–۳      | ۰–۱    | —      | ۲–۱      | ۴–۰    |            |
| ۵    | آندورا    | ۱۰ | ۲ | ۰ | ۸  | ۸  | ۲۴ | ۱۶– | ۶      |                               | ۰–۵  | ۱–۴      | ۰–۱    | ۱–۴    | —        | ۲–۰    |            |
| ۶    | سن مارینو | ۱۰ | ۰ | ۰ | ۱۰ | ۱  | ۴۶ | ۴۵– | ۰      |                               | ۰–۱۰ | ۱–۷      | ۰–۲    | ۰–۳    | ۰–۳      | —      |            |

منابع : فیفا بایگانی‌شده  در ۱۹ ژوئن ۲۰۱۹ توسط Wayback Machine بایگانی‌شده  در ۱۹ ژوئن ۲۰۱۹ توسط Wayback Machine
و یوفا

#### گروه J
| رتبه | تیم           | ب  | پ | م | ش | گ‌ز | گ‌خ | ت‌گ  | امتیاز | صلاحیت                        |     | آلمان | مقدونیه شمالی | رومانی | ارمنستان | ایسلند | لیختن‌اشتاین |
| ۱    | آلمان         | ۱۰ | ۹ | ۰ | ۱ | ۳۶ | ۴  | ۳۲+ | ۲۷     | صعود به جام جهانی فوتبال ۲۰۲۲ | —   | ۱–۲   | ۲–۱           | ۶–۰    | ۳–۰      | ۹–۰    |             |
| ۲    | مقدونیه شمالی | ۱۰ | ۵ | ۳ | ۲ | ۲۳ | ۱۱ | ۱۲+ | ۱۸     | صعود به مرحله دوم             | ۰–۴ | —     | ۰–۰           | ۰–۰    | ۳–۱      | ۵–۰    |             |
| ۳    | رومانی        | ۱۰ | ۵ | ۲ | ۳ | ۱۳ | ۸  | ۵+  | ۱۷     |                               | ۰–۱ | ۳–۲   | —             | ۱–۰    | ۰–۰      | ۲–۰    |             |
| ۴    | ارمنستان      | ۱۰ | ۳ | ۳ | ۴ | ۹  | ۲۰ | ۱۱– | ۱۲     |                               | ۱–۴ | ۰–۵   | ۳–۲           | —      | ۲–۰      | ۱–۱    |             |
| ۵    | ایسلند        | ۱۰ | ۲ | ۳ | ۵ | ۱۲ | ۱۸ | ۶–  | ۹      |                               | ۰–۴ | ۲–۲   | ۰–۲           | ۱–۱    | —        | ۴–۰    |             |
| ۶    | لیختن‌اشتاین   | ۱۰ | ۰ | ۱ | ۹ | ۲  | ۳۴ | ۳۲– | ۱      |                               | ۰–۲ | ۰–۴   | ۰–۲           | ۰–۱    | ۱–۴      | —      |             |

منبع : قیا بایگانی‌شده  در ۱۹ ژوئن ۲۰۱۹ توسط Wayback Machine بایگانی‌شده  در ۱۹ ژوئن ۲۰۱۹ توسط Wayback Machine
و یوفا

## مرحله دوم

### پلی آف
| تیم      | رتبه |
| -------- | ---- |
| پرتغال   | ۱    |
| اسکاتلند | ۲    |
| ایتالیا  | ۳    |
| روسیه    | ۴    |
| سوئد     | ۵    |
| ولز      | ۶    |

| تیم           | رتبه  |
| ------------- | ----- |
| ترکیه         | ۷     |
| لهستان        | ۸     |
| مقدونیه شمالی | ۹     |
| اوکراین       | ۱۰    |
| اتریش         | ل‌م–۱۸ |
| چک            | ل‌م–۱۹ |

### مسیر A
| تیم ۱      | نتیجه | تیم ۲   |
| ---------- | ----- | ------- |
| نیمه نهایی |       |         |
| اسکاتلند   | ۳-۱   | اوکراین |
| ولز        | ۲–۱   | اتریش   |
| فینال      |       |         |
| ولز        | ۱–۰   | اوکراین |

### مسیر B
| تیم ۱      | نتیجه | تیم ۲  |
| ---------- | --- | ------ |
| نیمه نهایی | |        |
| روسیه      | لغو شد(به دلیل حمله نظامی روسیه به اوکراین و آغاز جنگ فیفا به صورت خودکار لهستان را برنده این مسابقه اعلام کرد.) | لهستان |
| سوئد       | ۱–۰ (و.ا.) | چک     |
| فینال      | |        |
| لهستان     | ۲–۰ | سوئد   |

### مسیر C
| تیم ۱      | نتیجه | تیم ۲         |
| ---------- | ----- | ------------- |
| نیمه نهایی |       |               |
| ایتالیا    | ۰–۱   | مقدونیه شمالی |
| پرتغال     | ۳–۱   | ترکیه         |
| فینال      |       |               |
| پرتغال     | ۲–۰   | مقدونیه شمالی |

## حضور افتخاری قطر در انتخابی جام جهانی در قاره اروپا
بر اساس اعلام اتحادیه فوتبال اروپا، قطر در گروه اول بازی‌های مقدماتی جام جهانی در قاره اروپا با تیم‌های پرتغال، صربستان، ایرلند، لوکزامبورگ و آذربایجان رقابت می‌کند، اما نتایج این تیم در جدول مسابقات محاسبه نخواهد شد.
قطر قهرمان جام ملت‌های آسیا علاوه بر این مسابقات، سال آینده نیز در رقابت‌های کوپا آمریکا به میزبانی برزیل و همچنین بازی‌های کونکاکاف به میزبانی ایالات متحده نیز شرکت می‌کند تا با انجام بازی‌های تدارکاتی مناسب و رویارویی با قدرت‌های برتر فوتبال جهان آماده حضور در رقابت‌های جام جهانی ۲۰۲۲ به عنوان میزبان بازی‌ها شود.
منابع : FIFA بایگانی‌شده  در ۱۹ ژوئن ۲۰۱۹ توسط Wayback Machine بایگانی‌شده  در ۱۹ ژوئن ۲۰۱۹ توسط Wayback Machine
Uefa

## آمار

### گلزنان برتر
| رتبه | تیم           | گل‌ها | بازیکنان          | تعداد بازی |
| ---- | ------------- | ---- | ----------------- | ---------- |
| ۱    | پرتغال        | ۵    | کریستیانو رونالدو | ۳          |
| ۲    | ترکیه         | ۴    | بوراک ییلماز      | ۳          |
| ۳    | روسیه         | ۳    | آرتم دزوبا        | ۳          |
| ۳    | و ۱۰ نفر دیگر | ۳    |                   | ۳          |

### پاسورهای برتر
| رتبه | تیم           | بازیکنان           | پاس‌ها | تعداد بازی |
| ---- | ------------- | ------------------ | ----- | ---------- |
| ۱    | صربستان       | دوشان تادیچ        | ۴     | ۳          |
| ۲    | اسپانیا       | ژوردی آلبا         | ۳     | ۲          |
| ۲    | اسکاتلند      | کیرن تیرنی         | ۳     | ۳          |
| ۲    | ترکیه         | هاکان چالهان اوغلو | ۳     | ۳          |
| ۵    | مقدونیه شمالی | انیس باردی         | ۲     | ۳          |
| ۵    | و ۱۰ نفر دیگر |                    | ۲     | ۳          |